# Salon marocain

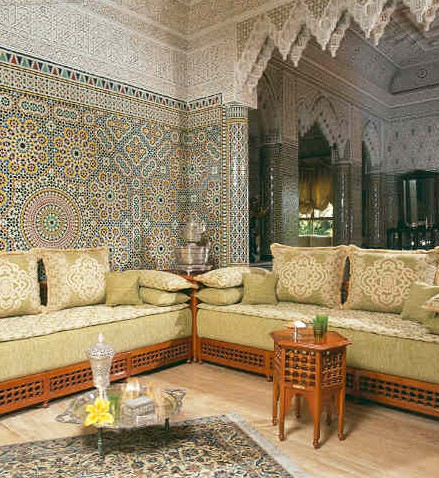
Salon marocain

Un salon marocain (en arabe, صالون مغربي ; en espagnol, salón marroquí ) est un ensemble de meubles et un lieu de convivialité typique des foyers marocains , son utilisation principale est celle d'un espace où les invités sont reçus et servis. L'élément principal et incontournable est le sdader (سدادر), qui est un grand canapé, disposé en L ou en U. Généralement le salon se situe à l'entrée de la maison, à l'écart des espaces privés ( comme les chambres),.